# Veikko Heiskanen
Veikko Aleksanteri Heiskanen, född 23 juli 1895 i Kangaslampi, död 23 oktober 1971 i Helsingfors, var en finländsk geodet och astronom.
Heiskanen blev filosofie doktor 1927. Han var 1931–1949 professor i geodesi vid Tekniska högskolan i Helsingfors och 1949–1961 chef för Geodetiska institutet, kallades 1950 till forskarprofessor vid Ohio State University i USA och var 1953–1965 föreståndare för institutet för geodesi, fotogrammetri och kartografi i Columbus, Ohio.
Heiskanen, som framlade bland annat flera betydelsefulla isostatiska arbeten, utvecklade en allmän metod för beräkning av geoiden och dess lodavvikelser på grundvalen av isostatiskt reducerade tyngdkraftsmätningar. Han väckte internationell uppmärksamhet redan med sin doktorsavhandling Untersuchungen über Schwerkraft und Isostasie (publicerad 1924) och utgav utom talrika andra vetenskapliga undersökningar bland annat ett stort verk om astronomi (på finska, 2 band, 1948–1950).
På 1930-talet var Heiskanen en av ledarna för kampanjen för statsuniversitetets förfinskning, särskilt under sin tid som riksdagsman 1933–1936 (agrar). 1934 års lag om snabbare namnförfinskning kallades efter honom Lex Heiskanen. Han var en av Finska kulturfondens stiftare och ordförande för Finskhetsförbundet 1932–1948.

## Utmärkelser
Asteroiden 2379 Heiskanen är uppkallad efter honom.